# Poznaj swojego klienta
Poznaj swojego klienta (ang. Know your customer, KYC) – procedura należytej staranności oraz regulacja bankowa jaką muszą przeprowadzać instytucje finansowe oraz inne prawnie określone podmioty do zidentyfikowania swoich klientów i uzyskania pewnych, odpowiednich oraz trafnych informacji wymaganych do prowadzenia interesów ze stroną zainteresowaną. W Stanach Zjednoczonych procedura KYC jest standardową polityką wprowadzoną jako dostosowanie do Programu Identyfikacji Klienta, który powstał na mocy ustaw Bank Secrecy Act oraz USA PATRIOT Act. Polityka KYC nabiera coraz większego globalnego znaczenia w kontekście rozpoznania oszustw finansowych, prania pieniędzy i finansowania terroryzmu.
Oprócz funkcji ściśle wynikającej z nazwy procedury ma ona na celu również monitorowanie transakcji przeprowadzanych przez klienta pomimo udokumentowanego profilu czy historii rachunków.
Banki, stosując procedurę KYC, ze względu przeciwdziałania prania pieniędzy (anti-money laundering) i finansowania terroryzmu (combating the financing of terrorism), wykorzystują coraz częściej specjalistyczne oprogramowanie kontroli transakcji, a zwłaszcza oprogramowanie do analizy nazwisk oraz obserwacji trendów. Generowane alarmy identyfikują niezwykłą aktywność, która jest następnie sprawdzana procesami należytej staranności lub zwiększonej należytej staranności (EDD), które wykorzystują wewnętrzne, jak i zewnętrzne źródła informacji o obiekcie, w tym również Internet. Powyższe działania pomagają w określeniu czy transakcja lub aktywność jest faktycznie podejrzana i wymaga zgłoszenia odpowiednim władzom. W USA jest to Suspicious Activity Reporting (SAR), w Wielkiej Brytanii Serious Organised Crime Agency (SOCA). W Kanadzie KYC jest zarządzany i kontrolowany przez Financial Transactions and Reports Analysis Centre of Canada (FINTRAC). Oprócz tych krajów procedury KYC zaimplementowane zostały również między innymi w Indiach, RPA i Nowej Zelandii.
Procedury Poznaj Swojego Klienta wykorzystywane są również przez zwykłe przedsiębiorstwa różnych wielkości dla zapewnienia ich przyszłych przedstawicieli, konsultantów oraz dystrybutorów o podporządkowaniu się anty-łapówkowym standardom. Banki, ubezpieczyciele i firmy udzielające kredytów coraz częściej wymagają od swoich klientów przedstawienia kompletnej i szczegółowej informacji o anty-korupcyjnej należytej staranności w celu weryfikacji ich uczciwości i rzetelności.

## Zwiększona należyta staranność
Zwiększona należyta staranność nie została zdefiniowana w ujęciu międzynarodowym. W rezultacie instytucje finansowe stoją przed ryzykiem podlegania pod różne standardy w zależności od jurysdykcji i uregulowań danego środowiska. Artykuł opublikowany przez Petera Warracka w lipcowym wydaniu ACAMS Today (Association of Certified Anti-Money Laundering Specialists) z 2006 roku wskazuje na potrzebę:
„Rygorystycznego i odpornego procesu śledczego ponad procedurami KYC, które z rozsądną dozą pewności pozwalają zweryfikować tożsamość klienta; zrozumieć i przetestować profil klienta, prowadzony biznes i aktywność na rachunku; identyfikację istotnych, niekorzystnych informacji i oszacowanie ryzyka dla potencjalnego prania brudnych pieniędzy i/lub ugrupowań terrorystycznych finansujących wsparcie dla podlegających zaskarżeniu decyzji o złagodzeniu finansowego, regulacyjnego i reputacyjnego ryzyka i zapewnieniu podporządkowania regulacjom.”

## Ciągła należyta staranność
Ciągła należyta staranność (CDD) odnosi się do monitorowania klientów i ich aktywności w celu upewnienia się czy klient nie zmienił się znacząco w czasie. W rezultacie zwiększa to prawdopodobieństwo, że klient indywidualny lub częściej organizacja, która przeszła przez procedury KYC, ciągle jest tym za kogo się podawała i ciągle robi to co robiła w momencie przechodzenia weryfikacji w ramach procedury Poznaj Swojego Klienta. Jako przykład można podać firmowe konto otwarte i prowadzone uczciwie przez jedną osobę, która przechodziła kontrolę KYC, następnie po latach przekazane osobie, która już tej kontroli nie przejdzie. Bez CDD dostawca usług nawet nie wiedziałby, że doszło do zmiany na konkretnym stanowisku. Polityka PSK zazwyczaj wymaga ponownej kontroli po zmianie właściciela bez względu na historię konta.